# 卡拉尔 (西班牙)
卡拉尔，是西班牙加利西亚自治区拉科鲁尼亚省的一个市镇。总面积48km², 总人口5236人（2001年），人口密度109人/km²。